# Spenser Confidential
Spenser Confidential es una película de comedia de acción estadounidense de 2020 dirigida por Peter Berg y con un guion escrito por Sean O'Keefe y Brian Helgeland. La película está protagonizada por Mark Wahlberg, Winston Duke, Alan Arkin, Iliza Shlesinger, Bokeem Woodbine, Donald Cerrone, Marc Maron y Post Malone y marca la quinta colaboración entre Wahlberg y Berg después de Lone Survivor, Deepwater Horizon, Patriots Day y Mile 22.
La película fue anunciada en 2018 como una adaptación de la novela de 2013 Robert B. Parker's Wonderland del autor Ace Atkins. Fue lanzado el 6 de marzo de 2020 por Netflix con críticas mixtas.

## Trama
El oficial de policía de Boston Spenser llega con su compañero, Driscoll, a la casa del Capitán John Boylan. Mientras interroga a Boylan, Spenser ve el rostro ensangrentado de la Sra. Boylan y golpea a Boylan. Spenser es acusado de cargos, se declara culpable y es sentenciado a prisión. Mientras está encarcelado, Spenser estudia para convertirse en conductor de camión y es liberado después de cumplir cinco años. Pero poco antes, se le advierte que se vaya de Boston y nunca regrese. Spenser se encuentra afuera con su amigo Henry Cimoli. Conducen a la residencia de Cimoli, donde Spenser se reúne con Driscoll y se instala con Henry y su compañero de cuarto, Hawk.
Boylan asiste a una reunión en un patio de autobuses, donde una camioneta choca con su automóvil. Boylan es sacado de su coche y asesinado. El detective Terrence Graham es descubierto asesinado en la misma camioneta. Spenser y Henry se enteran de la muerte de Boylan poco antes de que Driscoll y su compañero lleguen a la residencia para interrogarlo sobre su posible participación. Henry le da a Spenser una coartada y cita a Hawk como otro. Un informe de noticias que implica al detective Graham en el asesinato de Boylan inspira a Spenser a investigar el asesinato debido a su conocimiento de Graham y su creencia de que era poco probable que se suicidara.
Spenser le pregunta a Letitia sobre la noche del asesinato, antes de dirigirse a un bar de la policía donde dijo que Graham había estado esa noche y reunirse con Scotty Traylor, el socio de Terrence. Traylor confirma la historia de Letitia de que Terrence sospechaba que Boylan estaba sucio. Spenser obtiene acceso a las imágenes de CCTV de la tienda al otro lado de la calle, donde observó a Terrence subiendo a un Corvette, mientras que otros dos subieron a su SUV y lo siguieron. Spenser visita el patio de autobuses y descubre un palillo en el suelo similar a los que usa Driscoll. Se dirige al gimnasio de Driscoll's para preguntarle sobre el asesinato. Driscoll intenta disuadirlo del caso y niega haber estado en la escena del crimen.
Spenser persigue a pie un Corvette similar al de las imágenes y es atacado por un perro. Hawk detecta el número de placa del automóvil y lo rastrea hasta Charles Bentwood. Spenser, Henry y Hawk comienzan a vigilar a Bentwood y observan cómo le hace una mano a Macklin. Descubren que un equipo del FBI dirigido por el agente Burton también está vigilando. Spenser interroga a Squeeb (un preso durante su tiempo en la prisión de Walpole), que lo lleva al Wonderland Greyhound Park, el sitio de un futuro casino, y lo escolta fuera de la propiedad.
Driscoll y Macklin deciden matar a Spenser. Algunos hombres intentan matar a Spenser en un restaurante, pero Hawk lo rescata. La casa de Henry no es segura, por lo que Spenser llama a su ex, Cissy, en busca de un lugar para que Henry, Hawk y él se queden y se burla de Spenser llamandoló Batman, a Hawk llamandoló Robin y a Henry llamandoló Alfred. El apartamento de Letitia había sido tirado. Ella llama a Spenser en busca de ayuda, y cuando él aparece, le da una grabación que Terrence le había enviado por correo, de una reunión, confirmando que Boylan estaba sucio e implicando a Bentwood, Macklin y Driscoll. Spenser se enfrenta a Driscoll y le ofrece la oportunidad de entregarse, lo que él rechaza. Spenser se lo lleva al agente Burton, quien lo considera evidencia insuficiente.
Spenser rastrea a Bentwood y lo interroga, lo que resulta en la confesión de Bentwood de que hay un cargamento de drogas llegando al País de las Maravillas. Spenser y Hawk encuentran el envío y lo sacan de la carretera, luego derriban a dos de los miembros de la pandilla dentro, y el tercero escapa. El contacto con el reportero de Spenser declara que las drogas no son evidencia suficiente. Spenser recibe una llamada del teléfono de Henry de Driscoll. Driscoll exige una reunión con Spenser en Wonderland, amenazando con matar a Henry si no trae las drogas.Spenser, Hawk y Cissy van al País de las Maravillas donde Driscoll y otros están reunidos en la pista. Spenser y Hawk llegan en un camión y atraviesan los vehículos de los miembros de la pandilla. Driscoll huye a la casa club de la pista de carreras y Spenser lo persigue, culminando en una pelea entre los dos que resulta en Spenser realizando un arresto ciudadano. Apilan las drogas y otras pruebas en el cuadro y dejan a Driscoll, Bentwood y Macklin inmovilizados cerca. Spenser y Hawk son declarados héroes, el proyecto del casino se cierra, Boylan y Driscoll son acusados del asesinato de Weisnewski y Driscoll es condenado y enviado a prisión.
Spenser, Hawk, Cissy y Henry celebran la victoria yendo a un restaurante local y comiendo langostas como cena de celebración. La escena luego se interrumpe con la televisión en el restaurante que muestra la noticia de que el jefe del Departamento de Bomberos de Boston, Marty Foley, está siendo arrestado, por cargos de incendio provocado. La escena termina con Spenser profundizando en sus pensamientos, con Cissy y Henry intentando sacar a Spenser de otra recusación de intervención.

## Elenco
- Mark Wahlberg como Spenser

- Winston Duke como Hawk

- Alan Arkin como Henry Cimoli

- Iliza Shlesinger como Cissy Davis

- James DuMont como "Tracksuit Charlie" Bentwood

- Bokeem Woodbine como Driscoll

- Marc Maron como Wayne Cosgrove

- Austin Post como Squeeb

- Michael Gaston como el Capitán John Boylan

- Colleen Camp como Mara

- Hope Olaide Wilson como Letitia Graham

- Kip Weeks como Macklin

- Rebecca Gibel como Laurie Boylan

- Big Shug como W. Lintz

- Donald Cerrone como Big Boy

- Brandon Scales como Terrence Graham

## Producción
La película fue producida por Neal H. Moritz, Stephen Levinson, Mark Wahlberg y Peter Berg a través de sus respectivas productoras Original Film, Leverage Entertainment, Closest to the Hole Productions y Film 44. Durante el otoño de 2018, Winston Duke, Post Malone, Alan Arkin, Iliza Shlesinger, Bokeem Woodbine, James DuMont, Marc Maron Michael Gaston y Colleen Camp se unieron al elenco de la película.
El guion fue un esfuerzo de colaboración escrito por Sean O'Keefe y Brian Helgeland y el rodaje comenzó a fines de 2018 en Boston. La residencia del personaje Cimoli fue filmada en el vecindario Jones Hill de Boston, en la calle donde el actor Wahlberg vivió durante su adolescencia, mientras que Raynham Park, otra antigua pista de carreras de galgos, reemplazó al demolido Wonderland Greyhound Park. Las escenas del funeral se filmaron en el cementerio central de Randolph, Massachusetts.

## Música
La banda sonora de la película fue compuesta por Steve Jablonsky, quien ha trabajado con el director Peter Berg en películas anteriores. La banda sonora fue lanzada por BMG.

## Estreno
La película fue lanzada por Netflix el 6 de marzo de 2020. En una reunión celebrada en abril de 2020 en la que se debatieron los datos comerciales del primer trimestre, Netflix informó que 85 millones de hogares vieron la película durante sus primeras seis semanas de estreno. En noviembre, Variety informó que la película fue el título número 21 más visto en transmisión directa de 2020 hasta ese momento.

## Recepción
En el sitio web del agregador de reseñas, Rotten Tomatoes, la película tiene una calificación de aprobación del 37% según 82 reseñas, con una calificación promedio de 4.70 / 10. El consenso de los críticos del sitio dice: "Si bien los policías amigos en el centro de Spenser Confidential son bastante afables, la comedia nunca llega ya que este vehículo poco entusiasta sigue los movimientos". En Metacritic, la película tiene un promedio ponderado. puntuación de 49 sobre 100, basada en 20 críticas, que indica "críticas mixtas o promedio".
Elisabeth Vincentelli del New York Times criticó la desviación de la película de su material original, observando que "casi no había parecido con la novela de Ace Atkins El país de las maravillas de Robert B. Parker ... aparte de la ubicación de Boston, los nombres de los personajes principales y algo u otro sobre una pista de carreras de perros abandonada ". Daniel Woburn del sitio web de noticias de entretenimiento en línea Screen Rant elaboró más sobre esta disparidad, notando muchas diferencias en la caracterización de la serie en su conjunto y destacando la trama, en particular, como desviarse mucho de la novela original con el hilo común más grande entre ellos es el final en la pista de carreras.